# Kojrinoja (przystanek kolejowy)
Kojrinoja (ros. Койриноя, krl. Koirinoja) – przystanek kolejowy w miejscowości Kojrinoja, w rejonie pitkiaranckim, w Karelii, w Rosji. Położony jest na linii Janisjarwi – Łodiejnoje Pole.
Przystanek powstał w okresie międzywojennym, w okresie przynależności tych terenów do Finlandii. Początkowo nosił nazwę Koivuselkä, po przejęciu tych terenów przez Związek Sowiecki w formie Kojwusielkia (ros. Койвуселькя). Obecną nazwę nadano po likwidacji stacji kolejowej Kojrinoja, położonej 1,8 km na północ (w stronę Janisjarwi) od opisywanego przystanku.

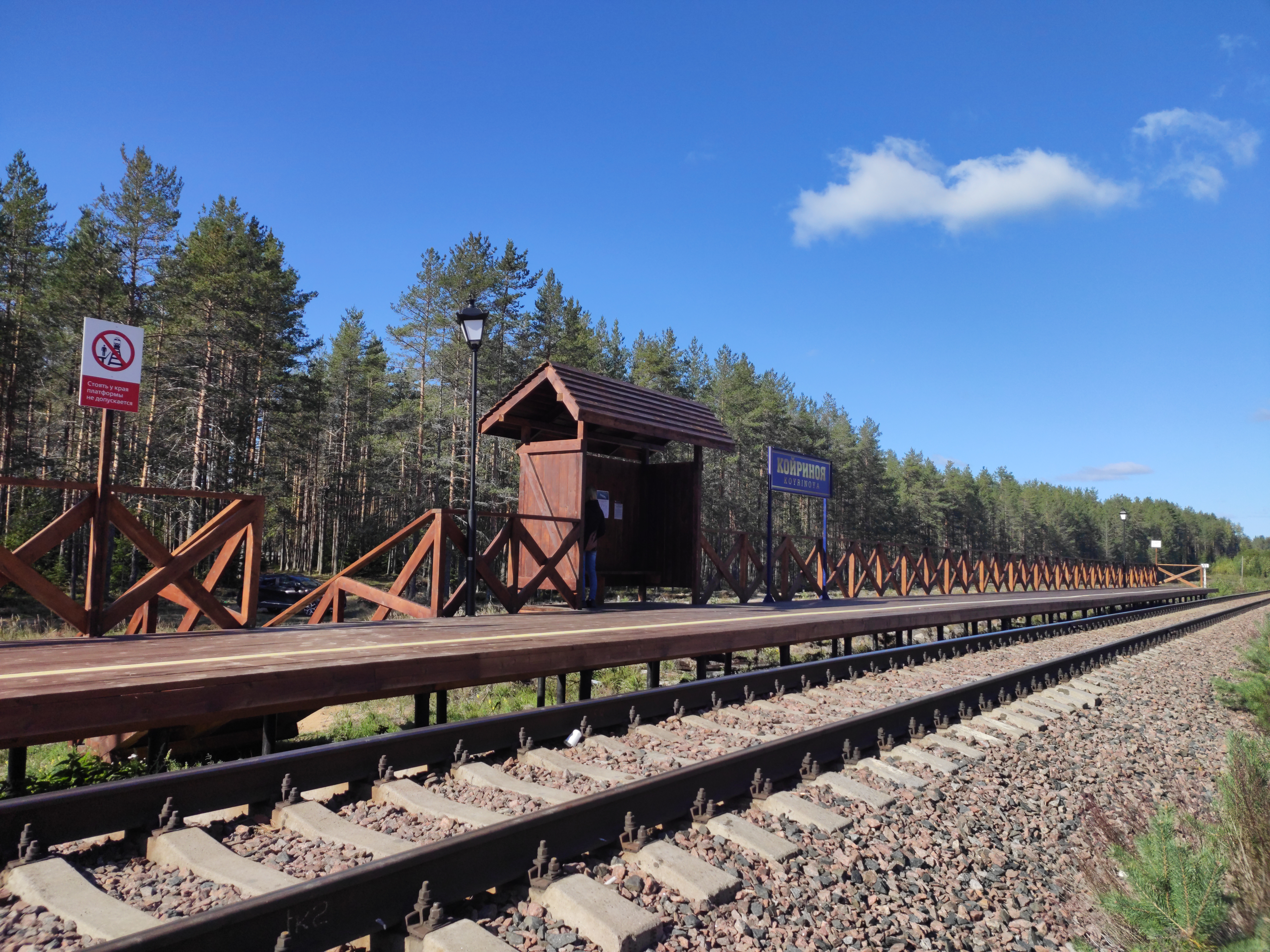
widok w stronę Janisjarwi
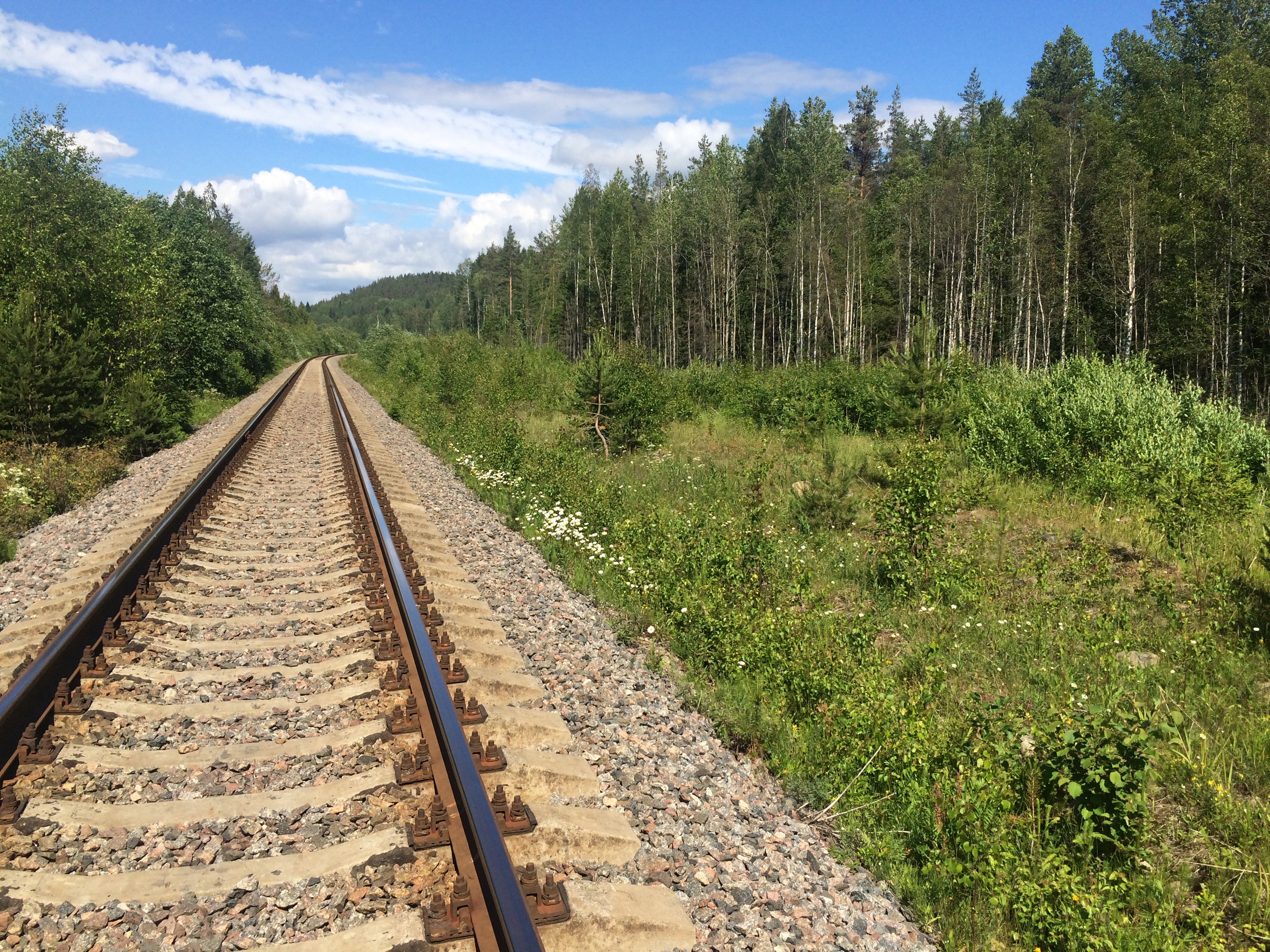
równia stacyjna byłej stacji Kojrinoja w stanie współczesnym